# Arrival (Jordan Rudess)
Arrival is het eerste soloalbum van Jordan Rudess, opgenomen en uitgebracht in 1988. De titel is niet vermeld op het album, dat heet simpelweg "Jordan Rudes".  
Het album is alleen uitgebracht op compact cassette. Het is niet heruitgegeven maar wel te koop als mp3-download op de website van Rudess.

## Nummers
Alle composities van Rudess:
1. Danielle's Dance – 6:35
2. Making Waves – 11:02
3. First Waterfall – 7:16
4. View from Above – 4:32
5. Soft Landing – 20:56

## Bezetting
Jordan Rudess - piano, keyboards